# Hrabstwo Forsyth (Karolina Północna)
Hrabstwo Forsyth (ang. Forsyth County) – hrabstwo w stanie Karolina Północna w Stanach Zjednoczonych.

## Geografia
Według spisu z 2000 roku obszar całkowity hrabstwa obejmuje powierzchnię 413 mil2 (1069,66 km²), z czego 410 mil2 (1399 km²) stanowią lądy, a 3 mile2 (7,77 km²) stanowią wody. Według szacunków United States Census Bureau w roku 2012 miało 358 137 mieszkańców. Jego siedzibą administracyjną jest Winston-Salem.

### Miasta
- Bethania
- Germanton (CDP)
- Kernersville
- Lewisville
- Rural Hall
- Walkertown
- Winston-Salem

### Wioski
- Clemmons
- Tobaccoville